# شهرستان هوسو، ایشیکاوا

شهرستان هوسو (انگلیسی: Hōsu District, Ishikawa) یکی از شهرستان‌های ژاپن است که در استان ایشیکاوا در ژاپن واقع شده‌است.